# Louis Faille
Louis Faille, né le 6 juillet 1881 à Nurlu (Somme) et mort le 24 octobre 1938 dans le 15e arrondissement de Paris, est un architecte français qui s'est consacré à la reconstruction de l'Est du département de la Somme.

## Biographie
Louis Michel Clément Faille naît le 6 juillet 1881 à Nurlu du mariage de Clément Faille, boucher, et de Cléore Rigaux, bouchère.
Très tôt, dès le début de sa carrière, il s'intéresse à la tradition architecturale locale et il en saisit les principes fondamentaux d'agencement et de construction.
Il est admis à l'école des Beaux-Arts de Paris dans les ateliers de Jules Godefroy, Eugène Freynet et Edmond Paulin et obtient son diplôme d'architecte le 24 février 1909.
Dès 1914, la Somme est dévastée par les batailles de la Première Guerre mondiale. Le terroir natal de Louis Faille en fait notamment les frais.

### Au service de la reconstruction
En 1917, il participe au concours lancé par la Société des architectes diplômés par le gouvernement (SADG), pour l'établissement de modèles types d'habitations et de fermes pour les régions dévastées. Il est remarqué par son projet de grande ferme picarde, située au cœur d'un village, qui révèle sa lecture de la tradition architecturale locale.
Au lendemain de la guerre, selon le partage territorial de reconstruction imposé par la règlementation, il est chargé de la reconstruction dans les cantons de Roisel et de Combles, dans lesquels il réalise plusieurs édifices.
Il fait don à la commune de Nurlu d'une indemnité de dommages de guerre de 16 000 F sur différents immeubles sinistrés qui lui appartenaient,,.

### Vie privée
Louis Faille se marie avec Aimée Gabrielle Wiet le 18 janvier 1913 dans le 7e arrondissement de Paris. Ils ont un fils Robert, membre des Forces françaises de l'intérieur (FFI), qui participe aux combats de la libération de Paris et est mort pour la France le 25 août 1944 à l’angle du boulevard Saint-Michel et de la rue Monsieur-le-Prince.

## Réalisations
- Camiers ; église Notre-Dame-de-la-Mer[8].
- Corbehem ; église Notre- Dame[3].
- Étricourt-Manancourt ; église Saint Michel.
- Guyencourt-Saulcourt ; église de l'Assomption-de-la-Vierge, deux chapelles.
- Longavesnes ; église Saint-Martin (1926)[9].
- Moislains ; église Saint-Pierre de Moislains (1928-1932)[10].
- Nurlu ; marie-école, église de la Nativité-de-la-Vierge, maison personnelle de l'architecte, monument aux morts.
- Péronne (Somme) ; monument aux morts (1933)[11].
- Sorel ; mairie-école, église de l'Assomption-de-la-Vierge (1932).
- Villers-Faucon ; église de l'Assomption-de-la-Vierge (1932).

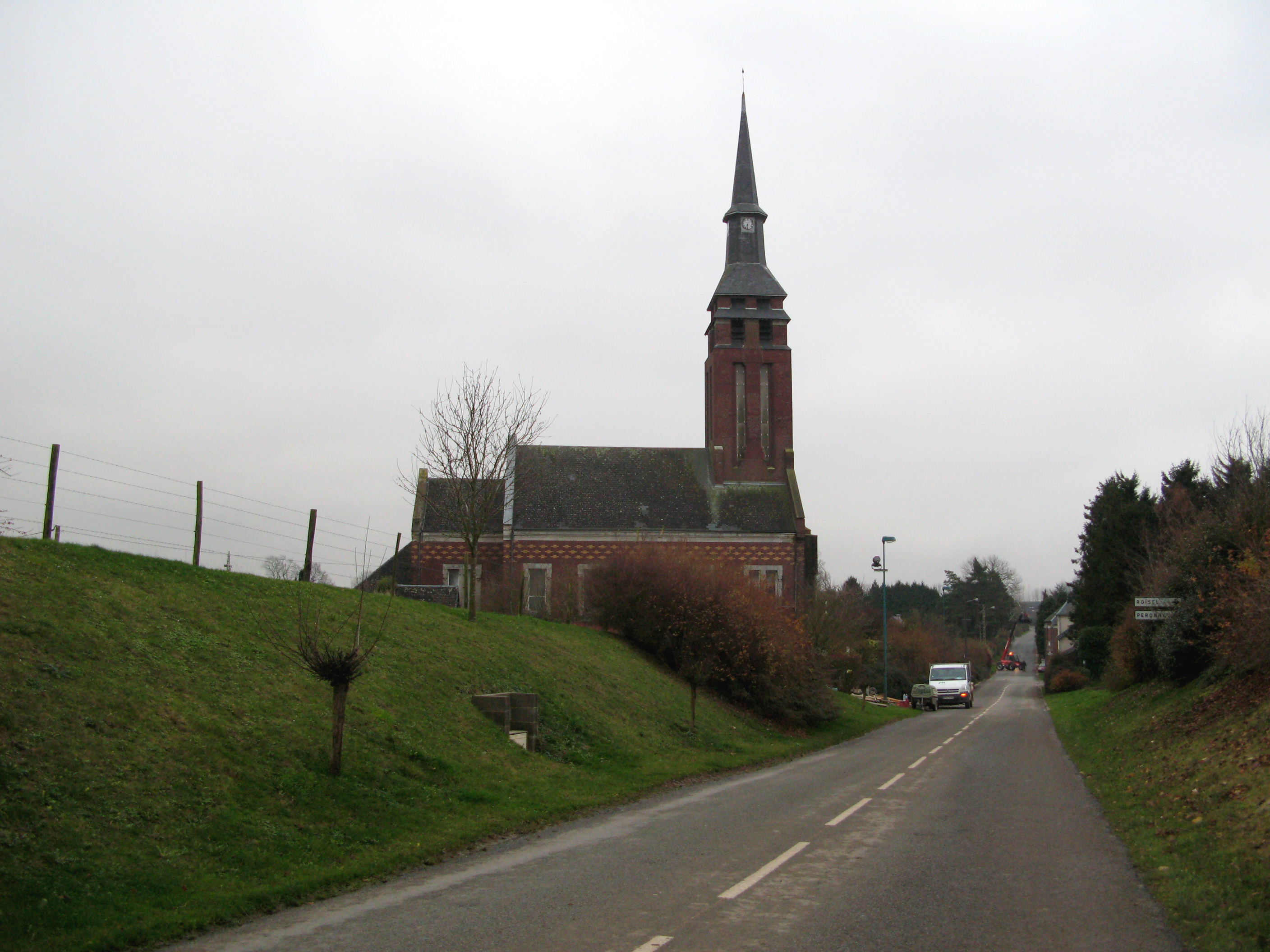
Église Notre-Dame-de-l'Assomption à Guyencourt-Saulcourt.
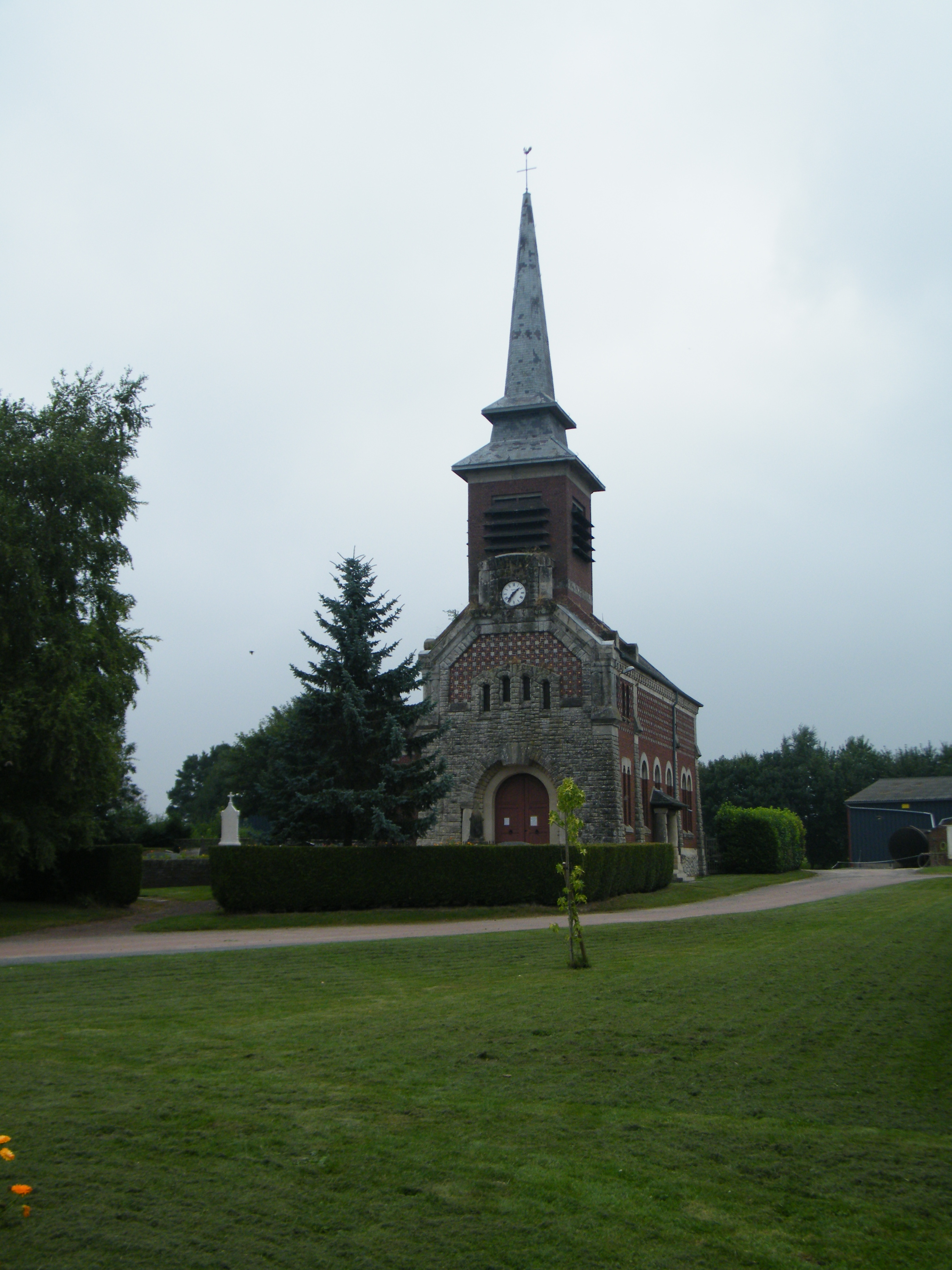
Église Saint-Martin à Longavesnes.
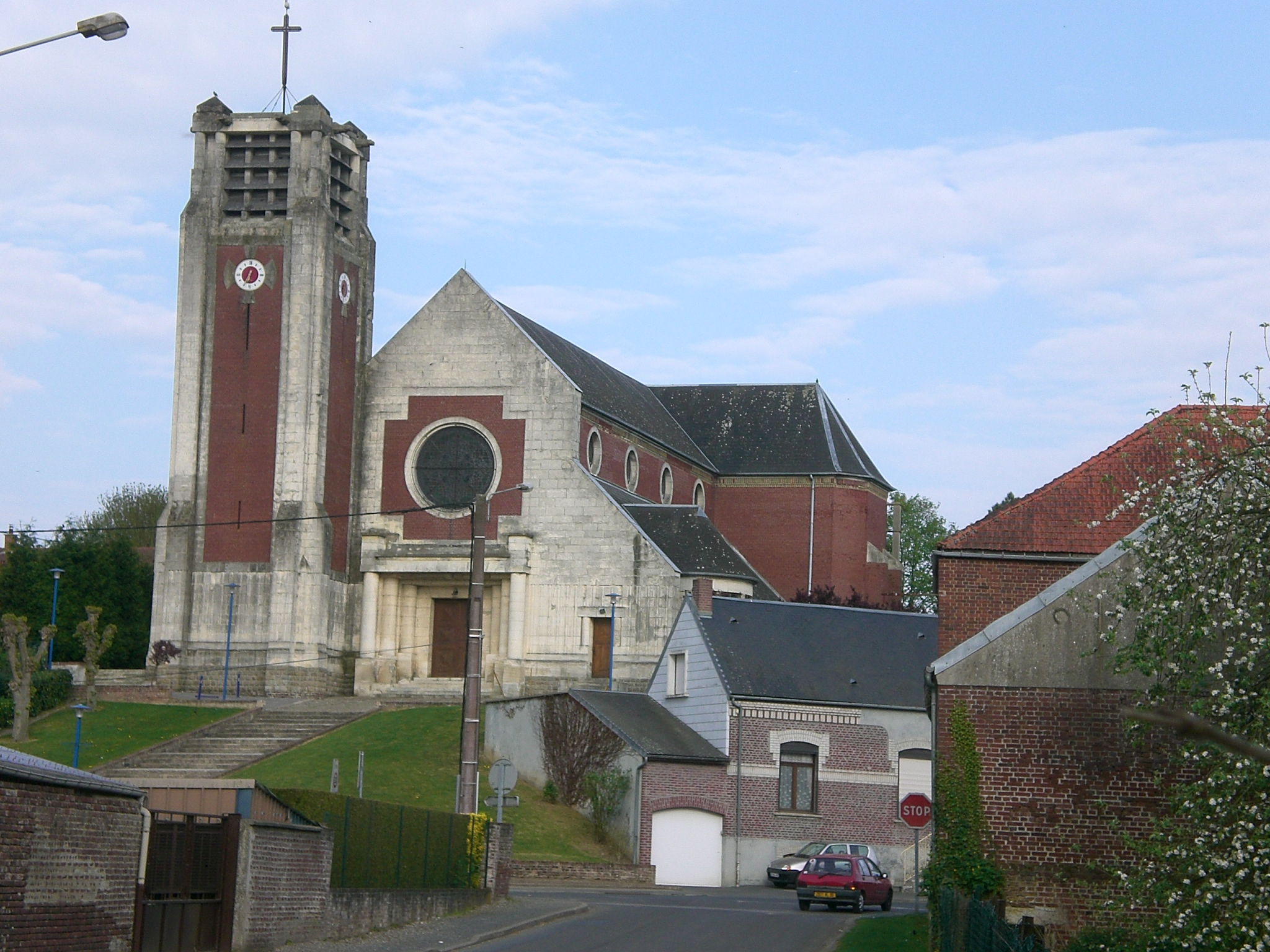
Église Saint-Pierre de Moislains.
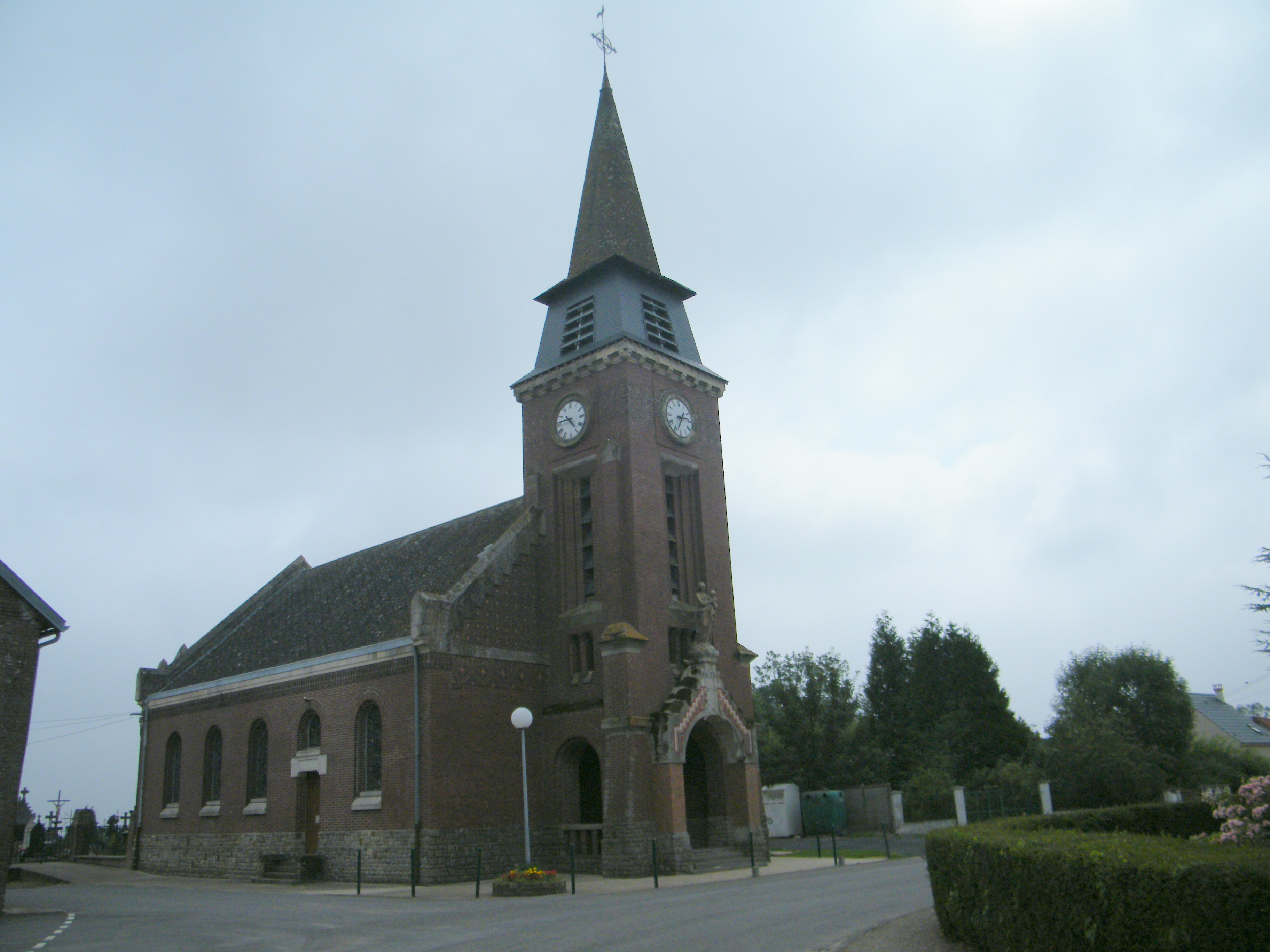
Église Notre-Dame-de-la-Nativité à Nurlu.
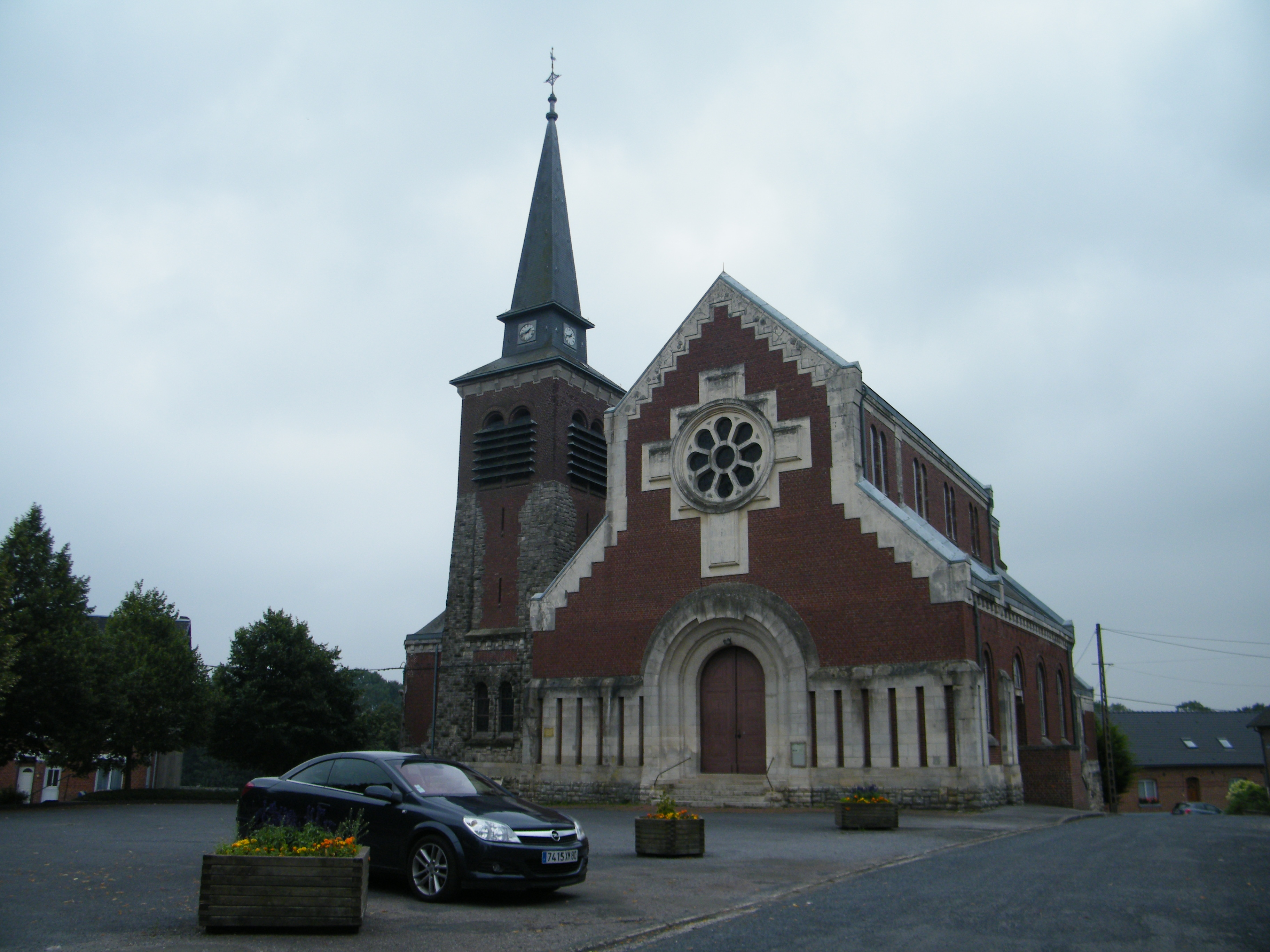
Église Notre-Dame de Villers-Faucon.

## Pour approfondir